# Medizinbünde der Irokesen
Die Medizinbünde der Irokesen sind Zusammenschlüsse von Angehörigen eines Irokesen-Stammes im Sinne religiöser Kultgemeinschaften, die mit Hilfe traditioneller öffentlicher und geheimer Zeremonien nicht nur Krankheiten heilen respektive vermeiden sollten, sondern auch die Gesundheit und das Wohlergehen der Gesellschaft, der Natur, des Kosmos, der Geister- und Ahnenwelt, ja sogar der Gottheiten erhalten. Die Medizinbünde waren daher ein wichtiger Bestandteil der traditionellen Religion und übernahmen damit viele Funktionen der Medizinmänner. Der Wortbestandteil „Medizin“ steht in Zusammenhang mit nordamerikanischen Indianern auch für die „geheimnisvolle, transzendente Kraft hinter allen sichtbaren Erscheinungen“. Bei den Irokesen wird diese Kraft Orenda genannt. In der Kosmologie dieser Menschen ist sie die eigentliche Ursache jeglichen Geschehens, verbindet jedes Lebewesen mit allen Elementen und sorgt für ein „gesundes Gleichgewicht“.

## Die Entstehung der Medizinbünde
Es gibt keine frühen Berichte, die konkrete Hinweise auf die Existenz von Medizinbünden liefern können. Aussagen von Jesuiten, welche bei den Irokesen gelebt hatten, deuten aber doch immer wieder auf Geschehnisse hin, welche eine Existenz der Medizinbünde im 17. Jahrhundert vermuten lassen. Ob diese allerdings bereits damals noch andere Funktionen erfüllten als die Heilung von Mensch und Natur, ist ungewiss.
Erst mit den Reformbemühungen durch Handsome Lake erhalten wir Gewissheit über das Bestehen von solchen Bünden.
Handsome Lake gründete eine Religion, die eine Mischung aus der traditionellen irokesischen Religion und der christlichen Lehre war. Die Medizinbünde waren dem Propheten ein Dorn im Auge, da sie die konservative irokesische Lehre verkörperten und nicht in die neue Lebensart passten. Deshalb verbot Handsome Lake die Medizinbünde. Die Leiter der Bünde weigerten sich, die Gesellschaften aufzulösen, und führten sie im Geheimen weiter. Die Riten der Bünde wurden einige Jahre lang an versteckten Plätzen abgehalten. Den Mitgliedern der Medizinbünde gelang es erstaunlicherweise, die Existenz ihrer Bünde nicht nur vor der amerikanischen Öffentlichkeit, sondern auch vor ihren Stammesgenossen geheim zu halten. Sogar bekannte Wissenschaftler wie beispielsweise Lewis Henry Morgan glaubten, dass die Bünde nicht mehr existierten. Obwohl die Anhänger der Neuen Religion von den christlichen Missionaren unterstützt wurden, gelang es ihnen nicht, die Medizinbünde auszurotten.
Nach Handsome Lakes Tod waren die Medizinbünde wieder erlaubt. Die Bünde änderten sich insofern, als sie gewisse esoterische Rituale nicht mehr in der Öffentlichkeit abhielten. So wurden die Medizinbünde langsam in die Neue Religion integriert. In der Folge erlebten die Bünde sogar eine eigentliche Renaissance.
Nach 1850 begann sich der Einfluss der Weißen immer stärker auszuwirken. Und mit den Weißen bot sich auch eine Alternative bei der Krankenheilung an. Immer mehr Irokesen wandten sich bei einer Erkrankung an die Weißen, statt an die Medizinbünde.
Die Anhänger von Handsome Lake wie auch die Mitglieder der Bünde verhielten sich in der Folge eher konservativ und distanzierten sich somit von den Anhängern der christlichen Religion, deren Bestreben es seit dem 20. Jahrhundert ist, sich in der amerikanischen Gesellschaft zu assimilieren. Die konservativeren Irokesen hingegen, versuchen ihre indianischen Traditionen zu pflegen. Man findet deshalb die Medizinbünde heute vor allem in Siedlungen der Seneca, Onondaga und Cayuga.
Die Statistik zeigt die zunehmende Bedeutung des Christentumes und damit auch der – rein auf den Menschen orientierten – westlichen Medizin. Gemäß dem Jahresbericht von 1889 des Superintendenten der Indianer betreffend der Grand River Irokesen: 64 Prozent Christen, 20 Prozent Langhaus-Religion, 16 Prozent unbekannte Zugehörigkeit. Acht Jahre später war das Verhältnis bereits so: 78 Prozent Christen, 22 Prozent Langhaus-Religion. Bis 1959 änderte sich dieses Bild nicht mehr bedeutend. 80 Prozent gaben an, Christen zu sein, 19 Prozent fühlten sich der Langhaus-Religion zugehörig. Dabei fällt auf, dass die jüngeren Menschen eher Mitglied der christlichen Kirche waren und die älteren eher der traditionellen Religion nachgingen.
Die Mitte des zwanzigsten Jahrhunderts beschrieb das Ende einer Epoche, bei der die Krankenheilung und die Religion Sache der Medizinbünde waren. Stattdessen wurden beide Bereiche voneinander getrennt: Zur Ausübung der Religion gingen die meisten Irokesen nun in die Kirche und bei Krankheit zum Arzt oder ins Krankenhaus.

## Die verschiedenen Medizinbünde
Trotz des massiven Akkulturation in die Welt der Europäer existieren die Medizinbünde bei manchen Stämmen auch heute noch. Manche Zeremonien vollführen sie öffentlich, andere geheim, so dass keine gesicherten Aussagen darüber getroffen werden können (Insofern steht der folgende Text in der Vergangenheitsform).
Fühlte sich ein Irokese nicht wohl, suchte er einen Kräuterkundigen auf. Konnte dieser ihm nicht helfen, so fragten die Verwandten des Patienten einen Seher um Rat. Dieser nannte ihnen die Namen der Zeremonien, die der kranken Person helfen könnten. Manchmal waren mehrere Zeremonien nötig. Als letzter Versuch wurde ein Medizinbund um Hilfe gebeten.
Die Heilung von Krankheiten, die Erhaltung des kosmischen Gleichgewichtes und waren die Hauptzwecke der Bünde, jedoch nicht der einzige. Ein sehr großer Stellenwert kam der Prävention zu. Jeder Bund kannte Zeremonien – bestehend aus Liedern und Tänzen – bei denen die Götter und Geister besänftigt werden sollten. Eine weitere Funktion der Geheimbünde nebst der Heilung und dem Schutz war die Bewahrung der spirituellen Traditionen. Dies erklärt den eher konservativen Charakter der Mitglieder von Medizinbünden (siehe auch: Kalte Kultur). Als Viertes ist die Integration zu erwähnen: Besiegten die Irokesen einen feindlichen Stamm, so wurde dieser in die eigene Bevölkerung aufgenommen. Das Bundwesen trug viel zur Integration dieser Menschen in die irokesische Kultur bei.
Es gibt neben den geheimen Medizinbünden auch Bünde, die zwar nach dem gleichen Muster gebildet sind, aber anderen Zwecken dienen. Als Beispiel kann man hier die öffentlichen „Agrar-Medizinbünde“ anführen, deren Riten dem Wachstum der Anbaupflanzen wie Mais, Bohnen und Kürbis dienen. Solche Vereinigungen können aber auch Heilungen vornehmen. Die Riten dieser Bünde waren sowohl bei der Aussaat wie auch bei der Ernte von Feldfrüchten und Gemüse wichtig.
Die Irokesen kennen fünf jährliche Feste, bei denen die Zeremonien der Medizinbünde durchgeführt werden. Über die verschiedenen Medizinbünde herrscht keine Einigkeit in der Literatur. Eine genaue Anzahl der Bünde kann nicht genannt werden, da alte Bünde verschwanden oder unter einem neuen Namen weiter existierten, und da andere Bünde neu entstanden. Dies betrifft vor allem kleinere, lokal existierende Bünde. Trotzdem werden die meisten Bünde durchgehend von allen Autoren genannt.
- Maskenbünde
  - Bund der Falschgesichter
  - Bund der Maisstrohgesichter
  - Bund der Medizinmänner
- Mystische Tiere
  - Otter-Bund
  - Adler-Bund
  - Bären-Bund
  - Büffel-Bund
- Bund der Totensänger
- Frauenbund
- Kleine-Wasser-Bund
- Zwergen-Bund
- Schwestern des Dioheko

## Berührungspunkte und Unterschiede der Bünde

### Initiation
Um Mitglied eines Bundes zu werden, musste man entweder von diesem geheilt worden sein, oder man muss geträumt haben, Mitglied dieses Bundes zu werden.
Es gibt noch zwei weitere Möglichkeiten, Mitglied eines Bundes zu werden, nämlich durch Vererbung und durch Hysterie.
Die Initiation durch Vererbung erfolgt, wenn eine entsprechende Traumvisionserfahrung durch die Erzählungen der Eltern gegeben wird.
Die vierte Eintrittsmöglichkeit erfolgt beispielsweise, wenn ein Zuschauer eines öffentlichen Rituals in ein Stadium der Besessenheit oder der Hysterie fällt. Aus diesem Stadium kann er nur wieder gerettet werden, wenn man dieses Ritual über ihm abhält. Besonders beim Falschgesichterbund, beim Bärenbund und beim Bisonbund spricht man von dieser Möglichkeit des Eintritts.
So werden in der Literatur folgende Initiationsmöglichkeiten genannt:
- Durch einen entsprechenden Traum
- Durch eine Krankheit
- Durch Vererbung
- Durch Hysterie

Aber auch bei Mitgliedschaften durch Vererbung, Krankheit oder Hysterie spielt der Traum eine wesentliche Rolle, so dass eine Initiation meist durch einen Traum begründet wird.
Träume und Visionen nehmen im Leben der Irokesen eine zentrale Rolle ein. So nehmen sie auch in Kultobjekten Gestalt an, beispielsweise in den Masken. Der Traum ist die Voraussetzung zur Erlangung eines persönlichen Schutzgeistes. Dieser soll dem Besitzer bei Krankheiten, bei der Aufnahme in einen Geheimbund und allgemein bei der Meisterung des Lebens hilfreich zur Seite stehen. So erlaubte der Traum von einem bestimmten Tier die Aufnahme in einen Geheimbund.
Anthony F.C. Wallace unterscheidet bei den Irokesen zwei Arten von Träumen: Die symptomatischen Träume und die Visitationsträume.
Bei symptomatischen Träumen kommen die Wünsche des Träumenden zum Ausdruck. Ein solcher Wunsch wird vom Träumenden oder von einer Hellseherin – in einigen wenigen Fällen von einem männlichen Hellseher – interpretiert. Hatte ein physisch oder psychisch erkrankter Mensch einen symptomatischen Traum, so zog dies eine rituelle Handlung – meist durch einen Medizinbund – nach sich. Diese Handlung musste bei den Erneuerungsriten periodisch wiederholt werden. Das Midwinterfest spielt dabei eine wichtige Rolle. Aber es gab auch andere Feste, Tänze und Riten. Zum Beispiel die Ohgiwe-Zeremonie des Geisterbundes befreite von ständig quälenden Träumen von verstorbenen Verwandten oder Freunden. Träumte jemand von Falschgesichtern, so waren Riten dieses Bundes nötig. Träumte man von Zwergen, so suchte man den Zwergenbund auf. Zum Adlerbund ging man, wenn man von blutigen Vögeln träumte. Der kleine Wasserbund trat in Erscheinung, wenn man von Krankheit oder physischer Gewalt und Verletzung träumte.
Bei den Visitationsträumen erscheinen keine banalen irdischen Dinge, sondern mächtige übernatürliche Wesen, welche persönlich mit dem Träumer sprechen und ihm wichtige Botschaften über sein Leben oder über die Gesellschaft verkünden. Bei solchen Träumen ist es wichtig, die Botschaft des Traumes publik zu machen, da in den Träumen nicht die Wünsche des Träumers, sondern des übernatürlichen Wesens verankert sind. Erfüllte man diese Wünsche nicht, konnte das Wesen dem Träumer, ja sogar der ganzen Gesellschaft Unglück bringen.
Diese Träume kamen göttlichen Befehlen gleich. Man rief sämtliche mächtigen Hellseher sowie die Häuptlinge zusammen und beriet gemeinsam, wie man den Wunsch erfüllen konnte oder wie die angekündigte Katastrophe verhindert werden konnte. Der Träumer selbst übernahm oft eine neue Rolle, beispielsweise diejenigen des Messias oder des öffentlichen Ratgebers.
Handsome Lake war ein solcher Träumer. In der Literatur werden hauptsächlich drei Kategorien von Träumenden beschrieben: Junge Männer in der Pubertätszeit, welche ihren Kindheitswünschen und -vergünstigungen entsagen müssen; Krieger, welche Gefangenschaft und Marter fürchten; und Kranke, welche den Tod fürchten.
Eine zweite Möglichkeit, einem Bund beizutreten, eröffnete sich einem Irokesen, wenn er von einem Medizinmann von einer schweren Krankheit befreit worden ist. Es bestand sogar die Pflicht, dem entsprechenden Bund beizutreten, weil man zwangsläufig die geheimen Heilriten kennengelernt hatte. Dies tat man aber gerne, bedeutete die Aufnahme doch Schutz durch die Bunddoktoren. Die einzige Bedingung war Verschwiegenheit und regelmäßige Teilnahme an den Bunderneuerungsriten, die mindestens einmal pro Jahr durchgeführt werden. Nahm man nicht teil, konnte sich die Energie ins Negative wandeln und dem Betreffenden Schaden zufügen.
Prinzipiell kann man feststellen, dass man automatisch ein Mitglied eines Bundes wurde, wenn man Augenzeuge eines Rituals wurde. Dabei spielte es keine Rolle, ob man freiwillig oder unfreiwillig Zeuge dieses Rituals wurde. Fortan musste man mindestens einmal pro Jahr an den Erneuerungsriten teilnehmen. Andernfalls würde man krank werden oder anderes Unglück auf sich herabbeschwören.
Genauso wie man Mitglied eines Bundes werden kann, indem man von ihm träumt, so konnte man wieder austreten, wenn man einen entsprechenden Traum hatte.

### Organisation der Bünde
Die oben genannten Gesellschaften sind eigentlich viel eher Organisationen, da sie permanente Amtsträger für die verschiedenen Bestandteile ihrer Riten haben, da sie ausführende Offiziere haben und da sie bestimmte Objekte haben, die ganz spezifischen Zielen dienen. Dazu kommt, dass jene, die nicht eine Art Initiationsritus gemacht haben, keinen Zutritt zu ihren Zeremonien haben.
Die Ursprünge der Riten werden in Legenden erklärt. Es wird den Mitgliedern nicht erlaubt, die Bestandteile der Riten nach außen zu bringen. Sie dürfen nur in der entsprechenden Zeremonie angewandt werden.
Die Irokesen glauben an die Existenz von guten und bösen Geistern. Den Guten wollen sie gefallen und die Bösen nicht verärgern. Die Guten helfen den Menschen nicht nur, sondern sind dauernd im Krieg mit den Bösen. Der Vorstellung der Irokesen zufolge lebt alles um sie herum: Tiere, Bäume, ja sogar Steine. Sie achten sehr darauf, den Tieren zuerst eine Erklärung zu liefern, bevor sie diese töten.
Die Bünde trafen sich regelmäßig zu Zeremonien. Diese wurden entweder in einem privaten Haus oder aber in einem Langhaus abgehalten.
Zu den meisten Bünden haben auch Frauen Zutritt. Bei einigen, wie zum Beispiel beim Zwergenbund oder beim Geisterbund, haben sogar ausschließlich Frauen Zutritt.

### Riten und Legenden
Die meisten Bünde sind sehr alt und wurden über Jahrhunderte hinweg beinahe ohne Veränderungen weitergegeben. Die meisten Riten wurden von allen Mitgliedern zusammen gesungen. Auch nur die kleinste Veränderung eines Wortes wäre also sofort aufgefallen. Zum Teil enthielten die Riten archaische Wörter oder sogar ganze Sätze, die von den Sängern nicht mehr verstanden wurden.
Jeder Bund hat eine Legende, welche die Riten erklärte. Die meisten dieser Legenden porträtieren den Gründer des Bundes als verlorenen Jäger, als verstoßenen Waisen oder ähnlichem. Die Gründer gerieten in starke Schwierigkeiten, sahen seltsame oder bekannte Tiere bei der Ausführung von Riten, sie wurden entdeckt, es wurde ihnen verziehen, sie wurden adoptiert und zum Schluss, nach langem Beobachten und Lernen und vielen Warnungen wurden sie zurück zu ihrem Volk geschickt, um dort die Geheimnisse der Riten zu lehren.